# السياسة الاجتماعية (مجلة)
السياسة الاجتماعية: الدراسات الدولية في النوع الاجتماعي والدولة والمجتمع (بالإنجليزية: Social Politics: International Studies in Gender, State and Society)‏ هي مجلة أكاديمية تخضع لمراجعة الأقران تنشرها مطبعة جامعة أكسفورد. تأسست في عام 1994 وعمل على تحريرها باربرا هوبسون، وآن شولا أورلوف [الإنجليزية]، وريان ماهون، وكذلك فيونا ويليامز [الإنجليزية] في السابق.

## المستخلصات والفهرسة
السياسة الاجتماعية مستخلصة ومفهرسة في:
- المحتويات الحالية (قاعدة بيانات)
- سكوبس
- مستخلصات الأبحاث التعليمية [الإنجليزية]
- قاعدة بيانات فهرس العائلة [الإنجليزية]
- الدوريات النسوية: قائمة المحتويات الحالية [الإنجليزية]
- ملخصات تاريخية [الإنجليزية]
- الببليوغرافيا الدولية للعلوم الاجتماعية
- بروكويست
- خدمات معلومات الشؤون العامة [الإنجليزية]
- فهرس الاستشهادات في العلوم الاجتماعية [الإنجليزية]
- سي أس آيه (شركة قاعدة بيانات) [الإنجليزية]
- دراسات حول ملخصات المرأة والنوع الاجتماعي [الإنجليزية]

وفقًا لتقارير الاستشهاد بالمجلات الأكاديمية، فإن عامل التأثير للمجلة لعام 2020 يبلغ 1.808.

## روابط خارجية
- الموقع الرسمي